# A. Catrina Bryce
Ann Catrina Coleman (de soltera Bryce; nacida en 1956- Escocia) es una ingeniera eléctrica y profesora de la Universidad de Texas en Dallas, que se especializa en láseres semiconductores.
Mejor conocida por haber sido vicepresidenta asociada (para desarrollo de membresía) de la Photonics Society. Así como su trabajo en la fabricación de circuitos integrados fotónicos en chips semiconductores III-V basados en la mezcla de pozos cuánticos.

## Trayectoria
Coleman nació en Glasgow, Escocia, en 1956, siendo la primera hija de Nora (McColl) y Vincent Redvers Hanna. 
Realizó sus estudios en la escuela primaria St. Stephen en Dalmuir y en la escuela secundaria Notre Dame en Dumbarton. Más adelante, se tituló con una licenciatura en Física de la Universidad de Glasgow en el año de 1978 y realizó formación docente en el St. Andrews College of Education en Bearsden. 
Después de dos años como profesora de física en secundaria, regresó a la Universidad de Glasgow y obtuvo el doctorado en física en el año de 1987.
Posterior a su graduación permaneció en la Universidad de Glasgow donde se unió al Grupo de Optoelectrónica del Departamento de Electrónica e Ingeniería Eléctrica como asistente de investigación postdoctoral y fue posteriormente fue nombrada investigadora en el año de 1992, pasando a ser investigadora senior en 1997 y profesora investigadora en 2005. 
En 2012, Coleman se unió al Departamento de Ingeniería Eléctrica e Informática de la Universidad de Illinois Urbana-Champaign, trabajando en el Laboratorio de Micro y Nanotecnología. En 2013, se trasladó a la Universidad de Texas en Dallas como profesora de ingeniería eléctrica y ciencia e ingeniería de materiales.
Otras actividades profesionales incluyen Editor Asociado del IEEE Journal of Quantum Electronics (2007 - 2013), Miembro Electo de la Junta de Gobernadores del IEEE LEOS (2004 - 2006), Copresidente General de la Conferencia sobre Láseres y Electroóptica (CLEO): Ciencia e Innovaciones (2013), Copresidente del Programa de la Conferencia sobre Láseres y Electroóptica (CLEO): Ciencia e Innovaciones (2011).
En 2006 compartió (con JH Marsh) el Premio al Logro en Ingeniería de la IEEE Photonics Society (anteriormente Lasers and Electro-Optics Society) por el amplio desarrollo y comercialización de la mezcla de pozos cuánticos para dispositivos fotónicos.
En el año 2008 fue nombrada miembro del Instituto de Ingenieros Eléctricos y Electrónicos por sus contribuciones a los dispositivos optoelectrónicos integrados de semiconductores compuestos, y miembro de la Sociedad Óptica de América en 2009. 
Coleman ha sido miembro electo de la junta directiva y vicepresidente de la IEEE Photonics Society. Ha publicado más de 100 artículos en revistas académicas con más de 40 presentaciones y publicaciones invitadas.